# Brzozogaj (powiat słupecki)
Brzozogaj (niem. Birkholland) – wieś w Polsce położona w województwie wielkopolskim, w powiecie słupeckim, w gminie Ostrowite.
W latach 1975–1998 miejscowość administracyjnie należała do województwa konińskiego.